# Сурвилишки (Гродненская область)

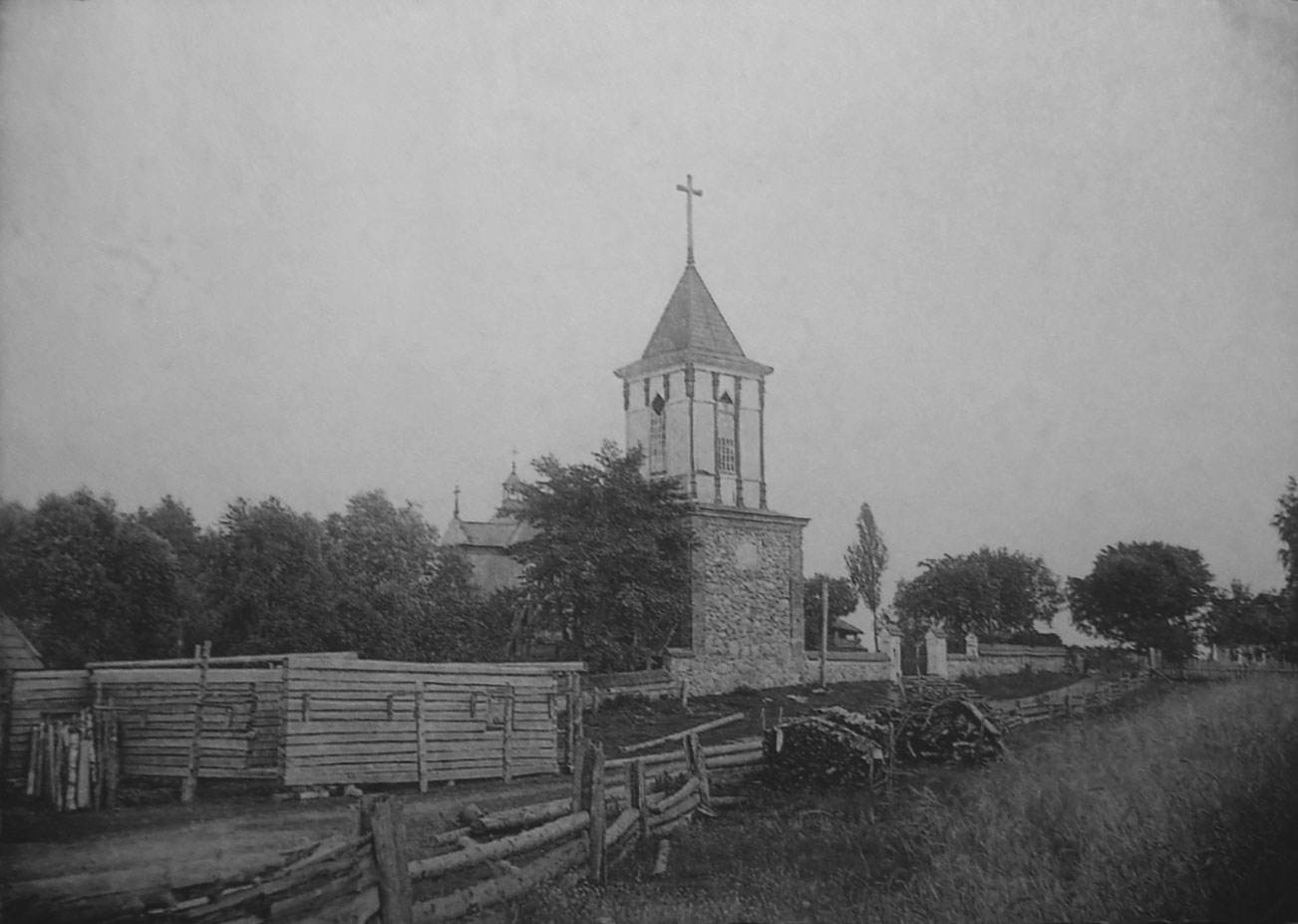
Троицкий костёл в Сурвилишках. Начало XX века

Сурвилишки (бел. Сурвілішкі) — деревня в Белоруссии в составе Трабского сельсовета Ивьевского района Гродненской области. Население 66 человек (2009).

## География
Деревня расположена в 6 км к северо-западу от центра сельсовета, деревни Трабы и в 28 км к северу от города Ивье. Деревня стоит на небольшой реке Клева, притоке Гавьи. Ближайшая железнодорожная станция Яхимовщина (ветка Молодечно — Лида) находится в 15 км от деревни. В 3 км к западу от деревни Сурвилишки проходит граница с Литвой, Сурвилишки находятся в приграничной зоне Республики Беларусь.

## История
В 1510 году здесь основан католический приход, в первой половине XVI века поселение принадлежало роду Сурвилов, от которых и получило название. Усадьба Сурвилов располагалась на тракте, ведшим из Траб в Вильно. Во второй половине XVI века Сурвилишками владели представители рода Гайко (Гайковские), на их средства был возведён деревянный костёл Пресвятой Троицы.
Согласно административно-территориальной реформе середины XVI века поселение вошло в состав Ошмянского повета Виленского воеводства, в XVII—XVIII веках многократно меняло владельцев.
В результате третьего раздела Речи Посполитой (1795) деревня оказались в составе Российской империи, в Ошмянском уезде. С 1840 года — имение рода Поплавских, которые на протяжении XIX века выстроили в Сурвилишках усадьбу. В 1880 году к костёлу Святой Троицы была пристроена каменная звонница. В 1905 году село насчитывало 40 жителей
В 1921—1939 годах Сурвилишки были в составе межвоенной Польской Республики, где принадлежали Воложинскому повету Новогрудского воеводства.
В 1939 году Сурвилишки вошли в состав БССР, с 26 июня 1941 года по 8 июля 1944 года были под фашистской оккупацией.

#### Современное состояние
Работают средняя школа, клуб, библиотека, фельдшерско-акушерский пункт, отделение связи. Деревянный храм Пресвятой Троицы, памятник архитектуры XVI века сгорел в конце XX века, от него остались лишь руины звонницы. В 1992 году был построен новый католический храм, он также горел в 2003 году, но был восстановлен. От усадьбы Поплавских XIX века остались руины нескольких построек, сад и несколько аллей парка.

## Достопримечательности
- Хозяйственный двор (XIX в.)
- Колокольня (XIX в.)
- Старое католическое кладбище
- Курган Славы в честь воинов 24-й Самара-Ульяновской Железной стрелковой дивизии.

### Утраченное
- Костел Пресвятой Троицы
- Усадебно-парковый комплекс Поплавских (XIX в.)